# 哈維蘭角
63°55′S 60°14′W / 63.917°S 60.233°W
哈維蘭角是南極洲的海岬，位於葛拉漢地西岸，處於佩奇角以東4公里，以英國的航空工程師命名，現時由南極條約體系管理。